# Passeport letton
Le passeport letton est un document de voyage international délivré aux ressortissants letton, et qui peut aussi servir de preuve de la citoyenneté lettonne.